# Concatedral de Santa Teresa del Niño Jesús
La concatedral de Santa Teresa del Niño Jesús (en inglés: Co-Cathedral of Saint Theresa of the Child Jesus) es la concatedral de la diócesis de Honolulu. La concatedral está localizada en el centro de Honolulu, Hawái. La catedral es más grande en tamaño que la principal Catedral de Nuestra Señora de la Paz. Fue nombrada en honor de Santa Teresa de Lisieux.
La parroquia original fue establecida en 1931 por Stephen Alencastre, vicario apostólico de las Islas de Hawái. Su construcción no terminó hasta un año después, en septiembre de 1932. Reflejo del crecimiento del catolicismo en la inmediata comunidad, el entonces párroco y vicario general de la diócesis, monseñor Benedict Vierra llevó un gran esfuerzo de recaudación de fondos para reemplazar la edificación de madera de la iglesia, que mostraba signos de deterioro en 1956. Los esfuerzos de Vierra tuvieron éxito y la iglesia reformada fue dedicado el 15 de agosto de 1963.